# Żołędnik
Żołędnik (dawniej niem. Sienken) – osada w Polsce położona w województwie warmińsko-mazurskim, w powiecie bartoszyckim, w gminie Górowo Iławeckie. W latach 1975–1998 miejscowość administracyjnie należała do województwa olsztyńskiego.

## Historia
W 1889 r. był to majątek ziemski, który z forwarkiem Ejdele obejmował 656 ha ziemi i należał do rodziny von Steegen.
W 1983 r. był tu PGR i jedno indywidualne gospodarstwo rolne o powierzchni 6 ha. We wsi było 10 domów i 115 mieszkańców.